# Sant Joan de Labritja
Sant Joan de Labritja (em catalão e oficialmente; em castelhano: San Juan Bautista) é um município da Espanha na ilha de Ibiza, província e comunidade autónoma das Ilhas Baleares. Tem 121,7 km² de área e em 2021 tinha 6 635 habitantes (densidade: 54,5 hab./km²).

## Demografia
| Variação demográfica do município entre 1991 e 2004 [carece de fontes?] | Variação demográfica do município entre 1991 e 2004 [carece de fontes?] | Variação demográfica do município entre 1991 e 2004 [carece de fontes?] | Variação demográfica do município entre 1991 e 2004 [carece de fontes?] |
| ----------------------------------------------------------------------- | ----------------------------------------------------------------------- | ----------------------------------------------------------------------- | ----------------------------------------------------------------------- |
| 1991                                                                    | 1996                                                                    | 2001                                                                    | 2004                                                                    |
| 3555                                                                    | 3835                                                                    | 4094                                                                    | 4611                                                                    |